# Дело Асии Биби
Асия Норин (урду آسیہ نورین‎), более известная как Асия Биби (آسیہ بی بی‎; род. 1971, Пакистан), — пакистанская христианка, ранее приговорённая пакистанским судом к смертной казни через повешение за богохульство. Если приговор был бы исполнен, то Асия Норин могла стать первой женщиной в Пакистане, которую именно в рамках закона казнили бы за богохульство. Вердикт суда, который должен был быть подтверждён высшим судом Пакистана, привлёк всемирное внимание, а министр по делам меньшинств Шахбаз Бхатти (христианин) и губернатор провинции Пенджаб Салман Тасир (мусульманин) были убиты за высказывания о жестокости пакистанских законов о богохульстве и необходимости помилования Асии Биби. 31 октября 2018 года Верховный суд Пакистана оправдал её.

## Биография
Асия Биби родилась и выросла в Иттан Вали, деревне в провинции Пенджаб на востоке Пакистана. Её семья — единственные христиане (католики) в Иттан Вали, где проживает около 1500 семей. Она вышла замуж за Ашика Масиха (англ. Ashiq Masih; род. 1960), каменщика, у которого было трое детей от предыдущего брака, у них двое общих детей. Во время ареста она работала на ферме помещика Мохаммеда Идриса.

### Обвинение в богохульстве
14 июня 2009 года Асия Норин, которая работала на сборе ягод в деревне Иттан Вали в округе Шекхупура, выпила воды из «мусульманского» колодца. Работавшие с ней женщины-мусульманки обвинили её в том, что она осквернила воду. Асия отрицала свою вину, спор имел религиозный оттенок. Через пять дней, думая, что ситуация успокоилась, Асия снова пришла собирать ягоды, поскольку её семья остро нуждалась в дополнительных деньгах. Разъярённая толпа напала на неё с обвинениями, которые переросли в побои. Подъехавшие полицейские увезли Асию в тюрьму по обвинению по статье 295 части «С» Пакистанского уголовного кодекса.
С того момента она находилась в тюрьме, а в ноябре 2010 года Мухаммед Навид Икбал, судья в суде Шекхупуры, приговорил её к смертной казни через повешение с одновременным штрафом на сумму, эквивалентную 1100 долларов.
16 октября 2014 года Высокий суд города Лахора утвердил вынесенный ранее судом низшей инстанции смертный приговор.

### Реакция на решение суда
Ватикан. Римский Папа Бенедикт XVI высказал просьбу о смягчении наказания для Норин.
 Франция. В марте 2012 года французский президент Николя Саркози заявил, что Франция готова предоставить Асии Биби и её семье политическое убежище.
 Пакистан. По словам губернатора Пенджаба, который рассмотрел это дело по просьбе президента Асифа Али Зардари, Норин может помиловать президент, в случае если Верховный суд Пакистана приговорит к условному наказанию. Однако местный имам угрожал, что если её простят или отпустят, то есть люди, которые «возьмут закон в свои руки». Её семья получала угрозы и теперь скрывается.
 Россия. 31 октября 2014 года патриарх Московский и всея Руси Кирилл обратился к президенту Пакистана Мамнуну Хусейну с просьбой о помиловании пребывающей в заключении и приговорённой к смертной казни христианки Асии Биби.
Приговор суда вызвал критику и групп по борьбе за права человека. Согласно утверждению члена организации «Наблюдение за соблюдением прав человека» Али Диан Хасана: «Этот закон создаёт юридическую базу, которая затем будет использована в различных неформальных способах запугивания, принуждения, для оказания давления и провоцирования гонений».

### Убийства за комментарии о деле Норин
4 января 2011 года в Исламабаде собственным охранником Мумтазом Кадри был убит губернатор Пенджаба Салман Тасир, потому что он защищал Норин и выступал против законов о богохульстве. Тасир открыто высказывался, критикуя закон и вердикт по делу Асии Биби. На следующий день после убийства тысячи людей, несмотря на предупреждения движения Талибан и религиозных лидеров, собрались на похороны губернатора Салмана Тасира в Лахоре.
Одновременно тысячи мусульман выступили в поддержку законов о богохульстве в Пакистане после этого убийства.
Пакистанский министр по делам национальных меньшинств Шахбаз Бхатти, единственный христианин в Пакистанском кабинете министров, также был убит в марте 2011 года, как говорят, также за его позицию по законам о богохульстве. Его застрелили во время вооружённого нападения на его машину возле его резиденции в Исламабаде.

### Оправдание
31 октября 2018 года Верховный суд Пакистана оправдал Асию, ссылаясь в том числе на фирман Мухаммеда, обещавший христианам свободное исповедование своей веры. Приговор вызвал протесты со стороны ряда экстремистских групп. Под их давлением Асие был запрещён выезд из Пакистана до возможного пересмотра решения Верховного суда по жалобе обвинения (рассмотрение аналогичных жалоб занимало годы).
29 января 2019 года Верховный суд Пакистана подтвердил решение об оправдании Асии.
8 мая 2019 года она прибыла в Канаду, где ещё ранее получили убежище две её дочери.

## В культуре
- В 2013 году в Москве в переводе на русский язык вышла книга Асии Биби и Анн-Изабель Толле «Приговорённая за стакан воды».